# David Aja
Pour les articles homonymes, voir Aja.
David Aja (né le 16 avril 1977) est un auteur espagnol de comics.

## Œuvres
- Iron Fist, Tome 1 : L'histoire du dernier Iron Fist avec Ed Brubaker et Matt Fraction
- Iron Fist, Tome 2 : Les sept capitales célestes avec Ed Brubaker et Matt Fraction
- Iron Fist, Tome 3 avec Ed Brubaker et Matt Fraction
- Hawkeye, Tome 01 : Ma vie est une arme avec Matt Hollingsworth et Javier Pulido

## Récompenses
- 2013 : Prix Eisner du meilleur dessinateur/encreur et du meilleur artiste de couverture pour Hawkeye
- 2013 : Prix Harvey du meilleur artiste de couverture
- 2014 : Prix Eisner du meilleur numéro pour Hawkeye no 11 : Pizza is my Business (avec Matt Fraction) et du meilleur artiste de couverture pour Hawkeye
- 2014 : Prix Harvey du meilleur numéro pour Hawkeye no 11 : Pizza is my Business (avec Matt Fraction)
- 2015 : Prix Micheluzzi de la meilleure série de bande dessinée étrangère pour Hawkeye (avec Matt Fraction)
- 2016 : Prix Eisner du meilleur artiste de couverture pour Hawkeye, Karnak et Scarlet Witch